# Welay Berhe
Welay Hagos Berhe (Dogu'a Tembien, 22 de octubre de 2001) es un ciclista profesional etíope que desde 2023 corre para el equipo Team Jayco AlUla de categoría UCI WorldTeam.

## Biografía
En 2023 se incorporó al UCI WorldTeam con el equipo australiano Team Jayco AlUla, donde firmó un contrato por tres años. Allí encontró a su compatriota Tsgabu Grmay.

## Palmarés
- Aún no ha conseguido victorias como profesional.

## Resultados en Grandes Vueltas
| Carrera | Carrera         | 2021 | 2022 | 2023 | 2024 |
| ------- | --------------- | ---- | ---- | ---- | ---- |
|         | Giro de Italia  | —    | —    | —    | —    |
|         | Tour de Francia | —    | —    | —    | —    |
|         | Vuelta a España | —    | —    | Ab.  | Ab.  |

—: no participa
Ab.: abandono

## Equipos
- Team NIPPO-Provence-PTS Conti (01.2021-08.2021)
- EF Education-NIPPO Development Team (2022)
- Team Jayco AlUla (2023-)